# Cala Ferriola
La cala Ferriola o cala Ferriol és la segona cala en grandària després de la Cala Montgó, de les que hi ha al massís del Montgrí. S'hi pot arribar a peu des de l'Estartit i es triga una hora i mitja. És una cala arrecerada dels temporals gràcies als illots de Cala Ferriol que protegeixen l'entrada i que es troba encarada a llevant. Hi ha un torrent, que desemboca al mar. És una platja sense serveis.
Amb una longitud de 30 metres i una amplada de 150 metres, està formada per còdols.